# Октябрьский проспект (Тверь)
Октя́брьский проспе́кт — крупная магистраль в Московском районе Твери. Возникновение проспекта относится к 1972 году, когда заканчивалось строительство первых больших домов на западной стороне Южного микрорайона (Южный А).
Проспект начинается от путепровода через линию Октябрьской железной дороги (Волоколамский путепровод), являясь продолжением Волоколамского проспекта, идёт до улицы Можайского, далее переходит в Волоколамское шоссе.
В конце 2009 года Октябрьский проспект был продлён на 2 км до его соединения с Волоколамским шоссе.